# 약목역
약목역(Yangmok station, 若木驛)은 경상북도 칠곡군 약목면 복성리에 위치한 경부선의 철도역이다. 무궁화호 12편(상행 8편, 하행 4편)이 정차한다. 
역 구내에 컨테이너 야드가 조성되어 있다.

## 연혁
- 1918년 7월 25일 : 영업 개시

## 역 구조
승강장은 2면 4선의 쌍섬식 승강장으로 운용된다.

### 승강장
| ↑ 구미      |
| 상 \| 하 \| |
| 왜관 ↓      |

| 상행 | 경부선 | 무궁화호 | 김천 · 서울 · 영주 방면 |
| 하행 | 경부선 | 무궁화호 | 동대구 · 부산 방면      |

## 인접한 역
| 경부선         | 경부선          | 경부선         |
| -------------- | --------------- | -------------- |
| 구미 서울 방면 | 무궁화호 경부선 | 왜관 부산 방면 |